# Agence France-Presse
L'Agence France-Presse (acronimo AFP) è un'agenzia di stampa francese. Fondata nel 1835, è tra le più importanti e autorevoli al mondo.

## Storia
Con la denominazione Agence des feuilles politiques, correspondance générale venne fondata a Parigi dal banchiere Charles-Louis Havas nel 1835, costituendo la prima agenzia di stampa al mondo. Ben presto ribattezzata Agence Havas, l'agenzia ha dominato l'informazione politica mondiale fino alla prima metà del XX secolo. In seguito all'occupazione tedesca della Francia, divenne l'organo istituzionale d'informazione del Governo di Vichy, come Office français d'information. Dopo la Liberazione di Parigi, l'agenzia prese la denominazione attuale.
L'AFP voleva diventare autonoma, e non più un'agenzia semi-governativa. Jean Marin è il primo presidente eletto sotto il nuovo regime. Egli non mancherà di tenere il suo posto fino al 1975, ampliando la rete, mediante le tecniche più moderne, e di una sempre più vasta clientela. Così nel 1971 l'AFP utilizza il satellite per trasmettere le sue notizie. Nel 1973, il Consiglio di Amministrazione ha deciso di informatizzazione redazione di un piano che entrerà in vigore nel 1975.
All'inizio negli anni 1980 l'AFP sviluppa nuovi prodotti, ponendo l'accento sulla diversificazione. Nel 1985 fonda il servizio internazionale di fotografia. Nel 1988 lancia il suo computer. L'Agence France-Presse elabora traduzioni in molte lingue, a partire dal 2001 anche in italiano.
Nel 2011 l'AFP aveva 2 260 dipendenti, sparsi nei cinque continenti e 80 paesi. Il quartier generale dell'AFP si trova a Parigi, con una rete di 150 uffici in 200 paesi raggruppate in cinque grandi centri regionali:
- Washington (Nord America)
- Hong Kong (Asia e Oceania)
- Montevideo (America Latina)
- Nicosia (Medio Oriente)
- Parigi (Europa e Africa)